# Travelers Championship
Travelers Championship est un tournoi de golf du PGA Tour, se déroulant dans le Connecticut.

## Palmarès
| année                                       | Vainqueur           | Nationalité         |
| Insurance City Open                         | Insurance City Open | Insurance City Open |
| ------------------------------------------- | ------------------- | ------------------- |
| 1952                                        | Ted Kroll           | États-Unis          |
| 1953                                        | Bob Toski           | États-Unis          |
| 1954                                        | Tommy Bolt          | États-Unis          |
| 1955                                        | Sam Snead           | États-Unis          |
| 1956                                        | Arnold Palmer       | États-Unis          |
| Insurance City Open Invitational            |                     |                     |
| 1957                                        | Gardner Dickinson   | États-Unis          |
| 1958                                        | Jack Burke Jr.      | États-Unis          |
| 1959                                        | Gene Littler        | États-Unis          |
| 1960                                        | Arnold Palmer       | États-Unis          |
| 1961                                        | Billy Maxwell       | États-Unis          |
| 1962                                        | Bob Goalby          | États-Unis          |
| 1963                                        | Billy Casper        | États-Unis          |
| 1964                                        | Ken Venturi         | États-Unis          |
| 1965                                        | Billy Casper        | États-Unis          |
| 1966                                        | Art Wall            | États-Unis          |
| Greater Hartford Open Invitational          |                     |                     |
| 1967                                        | Charlie Sifford     | États-Unis          |
| 1968                                        | Billy Casper        | États-Unis          |
| 1969                                        | Bob Lunn            | États-Unis          |
| 1970                                        | Bob Murphy          | États-Unis          |
| 1971                                        | George Archer       | États-Unis          |
| 1972                                        | Lee Trevino         | États-Unis          |
| Sammy Davis Jr.-Greater Hartford Open       |                     |                     |
| 1973                                        | Billy Casper        | États-Unis          |
| 1974                                        | Dave Stockton       | États-Unis          |
| 1975                                        | Don Bies            | États-Unis          |
| 1976                                        | Rik Massengale      | États-Unis          |
| 1977                                        | Billy Kratzert      | États-Unis          |
| 1978                                        | Rod Funseth         | États-Unis          |
| 1979                                        | Jerry McGee         | États-Unis          |
| 1980                                        | Howard Twitty       | États-Unis          |
| 1981                                        | Hubert Green        | États-Unis          |
| 1982                                        | Tim Norris          | États-Unis          |
| 1983                                        | Curtis Strange      | États-Unis          |
| 1984                                        | Peter Jacobsen      | États-Unis          |
| Canon Sammy Davis Jr.-Greater Hartford Open |                     |                     |
| 1985                                        | Phil Blackmar       | États-Unis          |
| 1986                                        | Mac O'Grady         | États-Unis          |
| 1987                                        | Paul Azinger        | États-Unis          |
| 1988                                        | Mark Brooks         | États-Unis          |
| Canon Greater Hartford Open                 |                     |                     |
| 1989                                        | Paul Azinger        | États-Unis          |
| 1990                                        | Wayne Levi          | États-Unis          |
| 1991                                        | Billy Ray Brown     | États-Unis          |
| 1992                                        | Lanny Wadkins       | États-Unis          |
| 1993                                        | Nick Price          | Zimbabwe            |
| 1994                                        | David Frost         | Afrique du Sud      |
| 1995                                        | Greg Norman         | Australie           |
| 1996                                        | D. A. Weibring      | États-Unis          |
| 1997                                        | Stewart Cink        | États-Unis          |
| 1998                                        | Olin Browne         | États-Unis          |
| 1999                                        | Brent Geiberger     | États-Unis          |
| 2000                                        | Notah Begay III     | États-Unis          |
| 2001                                        | Phil Mickelson      | États-Unis          |
| 2002                                        | Phil Mickelson      | États-Unis          |
| Greater Hartford Open                       |                     |                     |
| 2003                                        | Peter Jacobsen      | États-Unis          |
| Buick Championship                          |                     |                     |
| 2004                                        | Woody Austin        | États-Unis          |
| 2005                                        | Brad Faxon          | États-Unis          |
| 2006                                        | J. J. Henry         | États-Unis          |
| Travelers Championship                      |                     |                     |
| 2007                                        | Hunter Mahan        | États-Unis          |
| 2008                                        | Stewart Cink        | États-Unis          |
| 2009                                        | Kenny Perry         | États-Unis          |
| 2010                                        | Bubba Watson        | États-Unis          |
| 2011                                        | Fredrik Jacobson    | Suède               |
| 2012                                        | Marc Leishman       | Australie           |
| 2013                                        | Ken Duke            | États-Unis          |
| 2014                                        | Kevin Streelman     | États-Unis          |
| 2015                                        | Bubba Watson        | États-Unis          |
| 2016                                        | Russel Knox         | Écosse              |
| 2017                                        | Jordan Spieth       | États-Unis          |
| 2018                                        | Bubba Watson        | États-Unis          |
| 2019                                        | Chez Reavie         | États-Unis          |
| 2020                                        | Dustin Johnson      | États-Unis          |
| 2021                                        | Harris English      | États-Unis          |
| 2022                                        | Xander Schauffele   | États-Unis          |
| 2023                                        | Keegan Bradley      | États-Unis          |
| 2024                                        | Scottie Scheffler   | États-Unis          |